# Ava Inferi
Ava Inferi fue creado en Almada, Portugal, por el guitarrista y compositor de Mayhem Rune Eriksen (también conocido como Blasphemer).
Su álbum debut, Burdens, fue publicado en enero de 2006.
En primavera de 2007, la vocalista Carmen Simões cantó en la regrabación de Under Satanæ de Moonspell.
En octubre de 2007, Ava Inferi publicó su segundo álbum de estudio, The Silhouette.En 2009 dan a conocer su tercer álbum titulado "Blood of Bacchus". En 2011 lanzan lo que sería su último trabajo llamado "Onyx" con el vídeo oficial "The living end".
En 2013, tras ocho años de carrera, Rune Eriksen y Carmen Simões  anuncian la separación de la banda por varios motivos. Entre ellos,  las malas vibras y la negatividad, además de estar preparando un nuevo proyecto. También publicaron una canción inédita de lo que habría sido su próximo álbum si la banda no se hubiese disuelto.

## Miembros

### Formación actual
- Carmen Susana Simões – voz
- Rune Eriksen – guitarra
- Joana Messias – bajo
- João Samora (Bandido) – batería

### Músicos de sesión
- Daniel Cardoso (piano)

## Álbumes
- Burdens (2006)
- The Silhouette (2007)
- Blood of Bacchus (2009)
- Onyx (2011)

## Videografía
| Video           | Álbum          | Director  | Duración |
| --------------- | -------------- | --------- | -------- |
| Dança Das Ondas | The Silhouette | Rui Veiga | 05:18    |